# Cikličnim nukleotidima-kontrolisani jonski kanal
Cikličnim nukleotidom kontrolisani jonski kanal je svaki jonski kanal koji se otvara u prisustvu cikličnih nukleotida.

## Mehanizam
Ovi kanali su kontrolisani ligandima (cikličnim nukleotidima), ali su sličniji po strukturi porodici naponom kontrolisanih jonskih kanala. Cikličnim nukleotidima-kontrolisani jonski kanali često imaju pozitivno ili negativno naelektrisane oblasti koje mogu da odgovore na promene membranskog potencijala. Svrha i funkcija ovih naelektrisanih regiona još uvek nije u potpunosti istražena.

## Funkcije
Cikličnim nukleotidima-kontrolisani jonski kanal imaju važne funkcije u nekoliko sistema:
- Sisarski mirisni sistem.[1] Smatra se da su takođe važni u mirisnom sistemu insekata.[2]
- U vizuelnom sistemu, cGMP (ciklični guanozin monofosfat) kontrolisani kanal je nađen u spoljašnjoj membrani fotoreceptorskih ćelija mrežnjače. U odgovoru na visoke nivoe cGMP, kanali se otvaraju i dozvoljavaju pozitivno-naelektrisanim jonima da uđu u ćeliju, izazivajući depolarizaciju. Ovo je stanje ćelije u mraku (naziva se tamnom strujom). Fotoni na ćelijskom fotoreceptoru izazivaju lančanu reakciju koja dovodi do sniženja nivoa cGMP i time hiperpolarizacije. Na ovaj način, te ćelije su zapravo aktivnije u mraku nego na svetlu.[3]
- Struje pejsmejkera (engl. Funny currents) su bile asocirane sa HCN kanalima.[4]
- cGMP-kontrolisani katjonski kanali su prisutni na sistemu prikupljajućih kanala bubrega. Oni stimulišu + reapsorpciju. Deo mehanizma akcije atrijalnog natriuretskog peptida je inhibicija tih kanala[5], kao i diuretskog leka amilorida[5]. Aldosteron ima suprotni efekat.[5]

## Spoljašnje veze
- „Cyclic Nucleotide-Regulated Channels”. IUPHAR Database of Receptors and Ion Channels. International Union of Basic and Clinical Pharmacology. Архивирано из оригинала 02. 09. 2012. г.
- cyclic-nucleotide-gated+ion+channels на 
- Pregled